# Yasodharapura
Yaśodharapuraa (en khmer : យសោធរបុរៈ) est une ville qui fut la seconde capitale de l'Empire khmer à la fin du IXe siècle après Amarendapura (ou Indrapura).
La première Yaśodharapura a été construite autour du temple de Phnom Bakheng,, également appelé Phnom Kandal (Phnom : montagne, Kandal : centrale), construit juste avant la fondation de la ville. Phnom Bakeng fut construit avant la construction de Yaśodharapura par Yasovarman Ier.
Les capitales ultérieures et construites dans la même région ont également été appelées Yasodharapura, qui, traduit du sanscrit, signifie « ville sainte » et, par extension, « capitale ». L'une d'entre elles est la ville fortifiée d'Angkor Thom, qui, quant à elle, est centrée sur le temple-montagne Bayon par le roi Jayavarman VII (1181-1218 EC).
Yaśodharapura fut détruite au XVe siècle par une bande de voleurs venus du Siam.

## Histoire
Yasovarman Ier (889-910) père de Indravarman Ier est connu pour avoir édifié la capitale médiévale de Yaśodharapura vers 900. En effet, Yasovarman Ier a également bâti plus de cent monastères (ashrams) tout au long de son règne. Un de ses grands projets est d'avoir déplacé la capitale de Hariharalaya à Yaśodharapura qui restera la capitale pendant 600 ans,.
Yaśodharapura signifie en sanscrit « ville sainte » et aurait été construite sur cette montagne car Yasovarman Ier aurait cru que c'était un endroit sacré pour observer le culte des divinités hindoues. En effet, dans la perspective de l'imaginaire de la montagne mythique du mont Meru qui permet de rapprocher les pratiquants de la mythologie hindoue des dieux sacrés.
La raison de l'établissement de la ville en ce lieu est due au fait que Yasovarman Ier croyait que cette montagne était parmi les lieux les plus saints pour observer le culte des divinités hindoues.
Lorsque Yasovarman Ier mourut, il prit le nom posthume de Paramashivaloka.[pas clair]

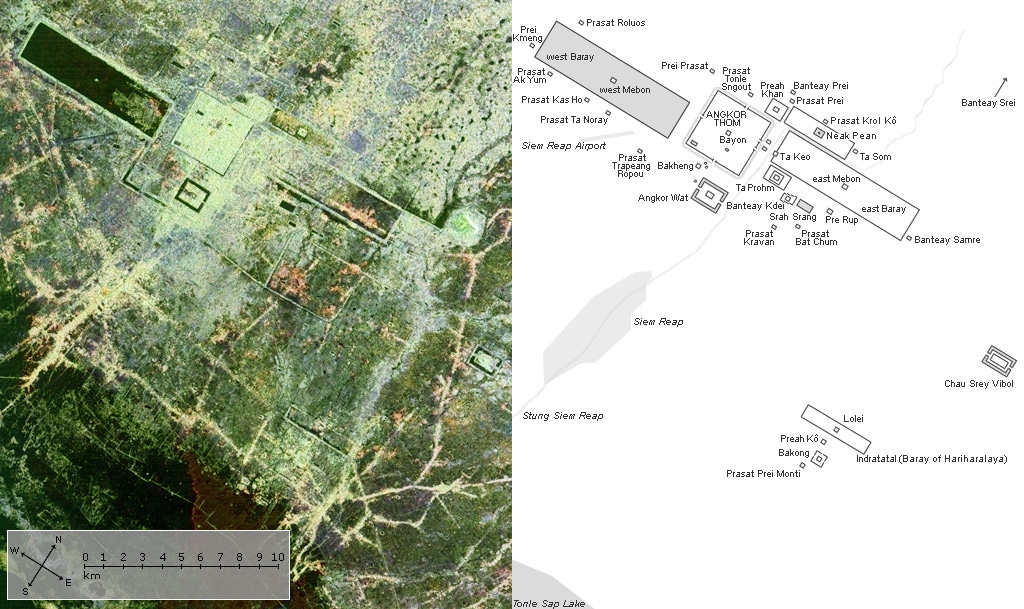
Plan satellite d'Angkor et carte de Yasodharapura.

Yaśodharapura fut la première capitale khmère détruite au XVe siècle par des bandits venus du Siam.

## Hypothèses archéologiques
Ainsi que l'indique Christophe Pottier de l'École française d'Extrême-Orient, la connaissance de la civilisation angkorienne s'est basée sur une somme d'interprétations successives et d'hypothèses.
Une des hypothèses qui demeure est celle formulée en 1930 par Victor Goloubew, basée sur l'idée qu'Yaśodharapura I a été fondée autour de Phnom Bakheng, puis grâce à une série de relevés réalisés  entre 1931 et 1937, Victor Goloubew a émis l'hypothèse d'une corrélation entre le Bakong et le Phnom Bakheng.
Grâce à des relevés aériens, il a ainsi identifié le périmètre du Yasodharapura original, un fossé rectangulaire de 650 m sur 436 m avec la colline en son centre 99 m de haut partiellement nivelée sur laquelle se dressait le temple-montagne, à son tour le centre idéal (légèrement décentralisé, comme d'habitude dans les colonies khmères) d'une ville de 4 km de chaque côté. Henri Marchal par taquinerie envers Goloubew surnommera la capitale "Goloupura". Bernard-Philippe Groslier ainsi que certains autres architectes ont mis en doute la théorie "Goloupura".
En effet, Groslier insiste plutôt sur l'idée que le rayonnement de la capitale était basé bien davantage sur la fonction de Yaśodharapura en tant que cité hydraulique que sur sa superficie. Pour lui la fonction permet d'asseoir la puissance de la cité khmère.
Bernard-Philippe Groslier a émis l'hypothèse de plusieurs incarnations de la ville de Yaśodharapura avec une évolution de la cité hydraulique angkorienne (la cité hydraulique angkorienne : exploitation ou surexploitation du sol).
- Yaśodharapura I (p172): la fondation originelle de Yaśovarman au Xe siècle, centrée autour de Phnom Bakheng
- Yaśodharapura II (p178): XIe siècle, lié à la création et à la rectification du Baray occidental de la rivière Siem Reap.
- Yaśodharapura III (p182): trois premiers quarts du XIIe siècle, en relation avec Angkor Wat et les ouvrages hydrauliques qui y sont liés
- Yaśodharapura IV (p186): la Capitale de Jayavarman VII (1181-1218), aujourd'hui Angkor Thom.